# Distretto di Tamburco
Il distretto di Tamburco è un distretto del Perù nella provincia di Abancay (regione di Apurímac) con 7.353 abitanti al censimento 2007 dei quali 5.598 urbani e 1.755 rurali.
È stato istituito il 31 dicembre 1941.